# Frank Norris
Benjamin Franklin Norris, Jr. (Chicago (Illinois), 5 de marzo de 1870 - San Francisco (California), 25 de octubre de 1902) fue un periodista y novelista estadounidense durante la Era Progresista, cuya ficción se inscribe predominantemente en el naturalismo. Entre sus obras más célebres se cuentan McTeague: A Story of San Francisco (1899), The Octopus: A Story of California (1901) y The Pit (1903).

## Biografía
Norris nació en Chicago, Illinois, en 1870. Su padre, Benjamin, era un hombre de negocios de Chicago y su madre, Gertrude Glorvina Doggett, se dedicaba al teatro. En 1884, la familia se mudó a San Francisco, donde Benjamin se dedicó al sector inmobiliario. En 1887, tras la muerte de su hermano y una breve estancia en Londres, el joven Norris asistió a la Académie Julian de París donde estudió pintura durante dos años y conoció las novelas naturalistas de Émile Zola. Entre 1890 y 1894 asistió a la Universidad de California, Berkeley, donde se familiarizó con las ideas sobre la evolución humana de Darwin y Spencer, que se reflejan en sus escritos posteriores. Sus historias aparecieron en la revista de estudiantes de Berkeley y en el San Francisco Wave. Después del divorcio de sus padres, Norris partió al este y pasó un año en el Departamento de Inglés de la Universidad de Harvard. Allí conoció a Lewis E. Gates, quien lo animó a continuar escribiendo. Trabajó como corresponsal de noticias en Sudáfrica (1895-96) para el San Francisco Chronicle, y luego como asistente editorial para el San Francisco Wave (1896-97). Luego se desempeñó en McClure's Magazine como corresponsal de guerra en Cuba durante la guerra hispanoamericana en 1898. Se unió Doubleday & Page, editorial neoyorquina, en 1899.
Durante su tiempo en la Universidad de California, Berkeley, Norris fue hermano de la Fraternidad de Phi Gamma Delta y fue uno de los creadores de la sociedad Skull & Keys. Debido a su participación en una broma estudiantil en 1893, la cena anual de exalumnos celebrada por cada rama de Phi Gamma Delta todavía lleva su nombre. En 1900, Frank Norris se casó con Jeannette Black. Tuvieron un hijo en 1902.
Norris murió en San Francisco el 25 de octubre de 1902 de peritonitis causada por la ruptura del apéndice. Su fallecimiento dejó inacabada su trilogía La epopeya del trigo. Solo tenía 32 años. Está enterrado en el cementerio Mountain View en Oakland, California.
Charles Gilman Norris, hermano menor del autor, se convirtió en un novelista y editor respetado. C. G. Norris también fue esposo de la prolífica novelista Kathleen Norris. La Biblioteca Bancroft de la Universidad de California, Berkeley, alberga los archivos de los tres escritores.

## Estilo literario

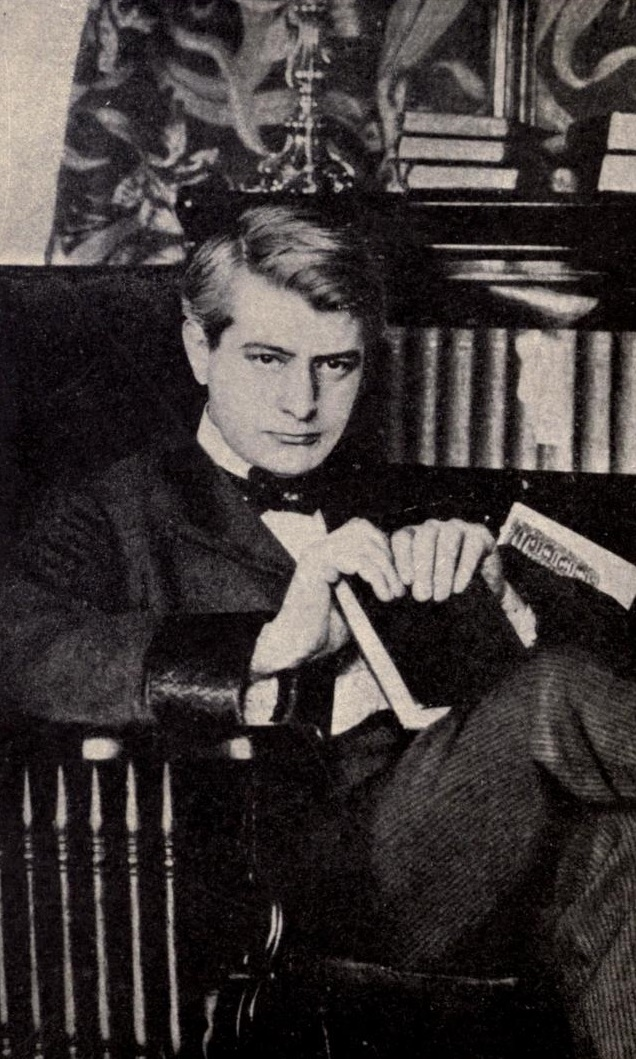
Frank Norris

Su obra puede inscribirse dentro del naturalismo: 
«La función del novelista de hoy es comentar la vida tal cual la ve. No puede librarse de ello: es su razón de ser, la cosa única a que debe prestar atención. ¡Cuán necesario es para él hallarse en el corazón de la vida! No puede bucear demasiado profundamente. La política lo ayuda, como las controversias religiosas, las exploraciones, la ciencia, la teoría nueva del socialismo, el último desarrollo de la biología.» Frank Norris, Las responsabilidades del novelista (1903)
Se interesa por las causas que provocan la desgracia de las personas, y las analiza hasta sus orígenes económicos y sociales. En su Epopeya del trigo examina un círculo económico desde los campos de California a los mercados europeos, haciendo hincapié en la descripción de quienes persiguen codiciosamente el lucro: el banquero y el capitalista, tal como los criticaran también Upton Sinclair y John Dos Passos.
El trabajo de Frank Norris a menudo incluye representaciones del sufrimiento causado por los monopolios corporativos corruptos y codiciosos de principios del siglo XX. En The Octopus: A California Story, la compañía ferroviaria Pacific and Southwest está implicada en el sufrimiento y la muerte de varios ganaderos en el sur de California. Al final de la novela, después de un sangriento tiroteo entre granjeros y agentes ferroviarios en uno de los ranchos (llamado Los Muertos), se alienta a los lectores a tomar una "visión más amplia" que vea que "a través del torrente de sangre en la zanja de riego ... la gran cosecha de Los Muertos rodó como un diluvio desde las Sierras hasta los Himalayas hasta alimentar a miles de espantapájaros hambrientos en las áridas llanuras de la India". Aunque el capitalismo de libre mercado causa la muerte de muchos personajes de la novela, esta "visión más amplia siempre ... descubre la Verdad que, al final, prevalecerá; y todas las cosas, segura, inevitable e irresistiblemente trabajarán juntas para el bien".
La novela Vandover and the Brute, escrita en la década de 1890, pero inédita hasta después de la muerte de Norris, trata sobre tres amigos de universidad que se preparan para el éxito, y la ruina de uno de ellos debido a un estilo de vida degenerado.
Además de la ficción de Zola, la escritura de Norris ha sido comparada con la de Stephen Crane, Theodore Dreiser y Edith Wharton. Norris fue quien convenció a su editor, Doubleday, para que publicase la novela Sister Carrie, de Dreiser (1871-1945), su amigo personal, aunque apenas salió de la imprenta la mujer del editor mandó retirarla de la venta por considerarla inmoral.

## Recepción crítica
Aunque algunas de sus novelas siguen siendo muy admiradas por su técnica, algunos aspectos de la obra de Norris han causado repulsión entre los críticos literarios de finales del siglo XX y principios del XXI. Como escribe Donald Pizer, "el racismo de Frank Norris, que incluía las representaciones antisemitas más crueles en cualquier obra importante de la literatura estadounidense, ha sido durante mucho tiempo una vergüenza para quienes admiran el vigor y la intensidad de su mejor ficción, y también ha contribuido al declive de su reputación durante las últimas generaciones". Otros estudiosos han confirmado el antisemitismo de Norris. A menudo se considera que el trabajo de Norris está fuertemente influenciado por el racismo científico de finales del siglo XIX, como el que defendía su profesor en la Universidad de California, Berkeley, Joseph LeConte. Junto con su contemporáneo Jack London, se considera que Norris "reconstruye la identidad estadounidense como una categoría biológica de la masculinidad anglosajona". En el trabajo de Norris, los críticos han visto evidencia de racismo, antisemitismo y desprecio por los inmigrantes y los trabajadores pobres, los cuales son vistos como perdedores en una lucha social-darwinista por la existencia.

## Legado
- La novela de Norris The Pit fue adaptada al teatro por Channing Pollock. Producida por William A. Brady, la obra de cuatro actos se estrenó en el Lyric Theatre de Nueva York el 10 de febrero de 1904. Una adaptación cinematográfica de The Pit fue producida en 1917 por Picture Plays Inc.
- El cuento de Norris "A Deal in Wheat" (1903) y la novela The Pit fueron la base de la película de DW Griffith A Corner in Wheat (1909).Avaricia (1924), la adaptación fílmica más célebre de la obra de Norris

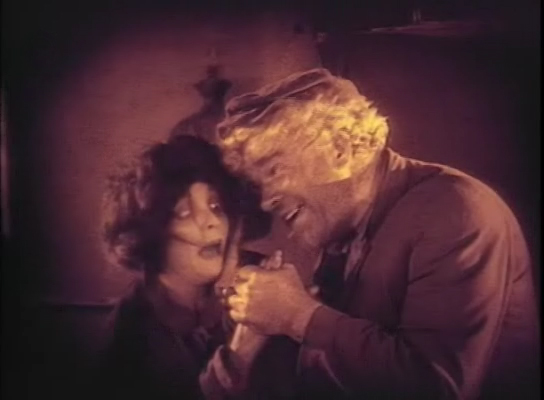
Avaricia (1924), la adaptación fílmica más célebre de la obra de Norris

- Moran del "Lady Letty" de Norris fue adaptado por Monte M. Katterjohn en 1922. Dirigida por George Melford, la película fue protagonizada por Rodolfo Valentino y Dorothy Dalton.
- El McTeague de Norris se ha llevado al cine dos veces. La versión más conocida es la legendaria película Avaricia (Greed), dirigida por Erich von Stroheim en 1924.[29] Una adaptación anterior, Life's Whirlpool, fue producida en 1915 por World Film Corporation, protagonizada por Fania Marinoff y Holbrook Blinn .
- En 1962, la cabaña de Frank Norris fue designada Monumento Histórico Nacional .
- Una ópera de William Bolcom, basada libremente en McTeague, fue estrenada por la Lyric Opera de Chicago en 1992. La obra es en dos actos, con libreto de Arnold Weinstein y Robert Altman. La presentación de la Lyric Opera contó con Ben Heppner en el papel principal y Catherine Malfitano como Trina, la esposa del dentista.
- En 2008, la Biblioteca de América seleccionó el artículo periodístico de Norris "Hunting Human Game" para incluirlo en su retrospectiva de dos siglos de true crime estadounidense.[30]
- Un callejón en San Francisco lleva su nombre (Frank Norris Place). Va desde la calle Polk hasta la calle Larkin, en el distrito de Lower Nob Hill.
- Una taberna en la calle Polk de San Francisco, cerca de Frank Norris Place, se llama McTeague's Saloon en honor a la novela de Norris McTeague (1899). El interior y el exterior están decorados con objetos e imágenes asociadas con la novela.
- La popular frase irónica "Odio escribir, pero me encanta haber escrito" se atribuye a una carta de consejos para escritores de la autoría de Norris, publicada póstumamente en 1915.[31]

## Obras

### Ficción
- (1892). Yvernelle . Filadelfia: JB Lippincott Company.
- (1898). Moran del "Lady Letty": una historia de aventuras frente a la costa de California . Nueva York: Doubleday & McClure Co.
- (1899). McTeague: Una historia de San Francisco . Nueva York: Doubleday & McClure Co.
- (1899). Blix . Nueva York: Doubleday & McClure Co.
- (1900). La mujer de un hombre . Nueva York: Doubleday & McClure Co.
- (1901). El pulpo: una historia de California . Nueva York: Doubleday, Page & Co.
- (1903). El Pozo: una Historia de Chicago . Nueva York: Doubleday, Page & Co.
- (1903). Un trato en trigo y otras historias del Nuevo y Viejo Oeste . Nueva York: Doubleday, Page & Company.
- (1906). El Feliz Milagro. Nueva York: Doubleday, Page & Company.
- (1909). El Tercer Círculo . Nueva York: John Lane Company.
- (1914). Vandover y el Bruto . Nueva York: Doubleday, Page & Company.[32]
- (1931). Frank Norris de "La ola". Historias y bocetos del San Francisco Weekly, 1893 a 1897 . San Francisco: The Westgate Press.
- (1998). Los mejores cuentos de Frank Norris . Nueva York: Ironweed Press Inc.

### Cuentos
- (1907). "Una historia perdida". En: El libro de ficción de las hilanderas. San Francisco y Nueva York: Paul Elder and Company. (enlace en inglés)
- (1909). "El fallecimiento de Cock-Eye Blacklock". En: Libro de cuentos de California . San Francisco: Pub. por el Club de Inglés de la Universidad de California. (enlace en inglés)
- (1910). "El antiguo barrio chino de San Francisco". En: Camino a la Literatura Occidental. Stockton, California: Nettie E. Gaines. (enlace en inglés)

### No ficción
- (1898). La rendición de Santiago. Desconocido
- (1903). Las responsabilidades del novelista. Nueva York: Doubleday, Page & Company.
- (1986). Frank Norris: Cartas completas. San Francisco: El Club del Libro de California.
- (1996). Los escritos tempranos de Frank Norris 1896–1898 . Filadelfia: Sociedad Filosófica Estadounidense.

### Artículos seleccionados
- "La verdadera recompensa del novelista", The World's Work, vol. II, mayo/octubre de 1901. (enlace en inglés)
- "Kim del Sr. Kipling", The World's Work, vol. II, mayo/octubre de 1901 (sin firmar). (enlace en inglés)
- "La necesidad de una conciencia literaria", The World's Work, vol. III, noviembre de 1901/abril de 1902. (enlace en inglés)
- "La frontera se ha ido al fin", The World's Work, vol. III, noviembre de 1901/abril de 1902. (enlace en inglés)
- "La novela con 'propósito'", The World's Work, vol. IV, mayo/octubre de 1902. (enlace en inglés)
- "Una epopeya olvidada", The World's Work, vol. V, noviembre de 1902/abril de 1903. (enlace en inglés)

### Traducciones
- "Fifi", de Léon Faran, The Wave, vol. XVI, No. 4, 23 de enero de 1897.
- "No culpable", de Marcel l'Heureux, The Wave, vol. XVI, No. 25, 19 de junio de 1897.
- "Historia de un muro", de Pierre Loti, The Wave, vol. XVI, No. 35, 28 de agosto de 1897.
- "Un escape", de Ferdinand Bloch, The Wave, vol. XVI, No. 52, 25 de diciembre de 1897.

### Obras completas
- Las Obras Completas de Frank Norris. Nueva York: PF Collier Sons Publishers, 1898–1903 (4 vols.)
- Obras completas de Frank Norris. Nueva York: Doubleday, Page & Company, 1903 (7 vols.)
- Las obras completas de Frank Norris. Nueva York: Doubleday, Doran & Company, Inc., 1928 (10 vols.)
- Norris: novelas y ensayos. Nueva York: Biblioteca de América, 1986.
- Un novelista en ciernes: una colección de temas estudiantiles y las novelas Blix y Vandover and the Brute. Prensa de la Universidad de Harvard, 1970